# مزاحم بن أبي مزاحم
مزاحم بن أبي مزاحم تابعي وأحد رواة الحديث النبوي ، هو مزاحم بن أبي مزاحم المكي مولى أمير المؤمنين عمر بن عبد العزيز وقيل مولى طلحة بن عبيد الله أصله من سبى البربر ، صحب أمير المؤمنين عمر بن عبد العزيز طوال فترة حكمه وكان حاجبه .
و قال المزي ذكره ابن حبان في كتاب الثقات ، وروى عن ميمون بن مهران أنه قال : ما رأيت ثلاثة في بيت خيرا من عمر بن عبد العزيز وابنه عبد الملك و مولاه مزاحم ، قيل إنه سقط فمات ، روى له أبو داود والترمذي والنسائي حديثا واحدا  ، ذكره ابن حجر في التقريب وقال مقبول ، وذكره الذهبي في الكاشف وقال ثقة.